# راجدارپور
راجدارپور (بنگالی: রাজধরপুর) روستایی در منطقه راجبری ، بنگلادش ، بخشی از اتحادیه بالیاكندی اوپازیلا و اسلامپور است.